# Beltelekom
A Beltelekom, hivatalos nevén: Beltelekom Köztársasági Egységes Vállalat az Elektronikus Hírközlésért (belaruszul: Рэспубліканскае ўнітарнае прадпрыемства электрасувязі Белтэлекам; oroszul: Республиканское унитарное предприятие электросвязи Белтелеком) Fehéroroszország nemzeti távközlési vállalata, amely teljes mértékben az állam tulajdonában van, és a Hírközlési és Informatikai Minisztérium irányítása alatt működik.
A cég országos optikai gerinchálózattal rendelkezik, és egyedüli szolgáltatóként nyújt vezetékes telefonszolgáltatást Fehéroroszországban. Emellett biztosít belföldi és nemzetközi hívásokat, valamint szélessávú internet-hozzáférést ADSL-technológián keresztül, illetve Wi-Fi-szolgáltatásokat is kínál.